# Coenosia tigrina
Coenosia tigrina är en tvåvingeart som först beskrevs av Fabricius 1775.  Coenosia tigrina ingår i släktet Coenosia och familjen husflugor. Arten är reproducerande i Sverige. Inga underarter finns listade i Catalogue of Life.

## Bildgalleri

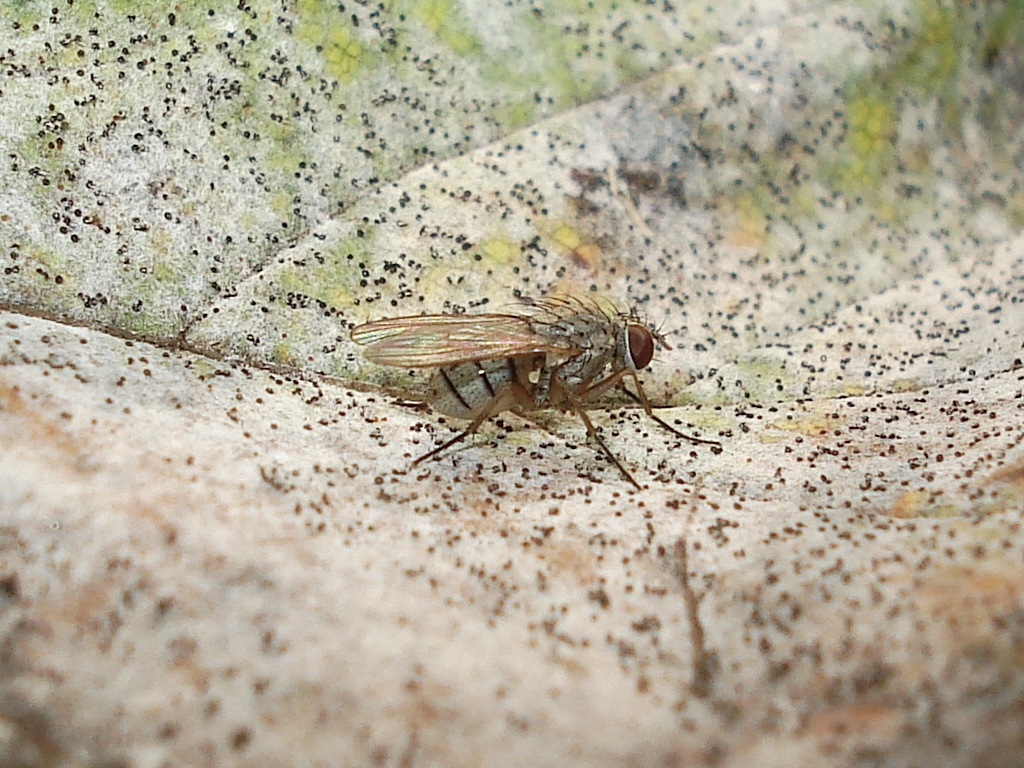